# Filip Jícha

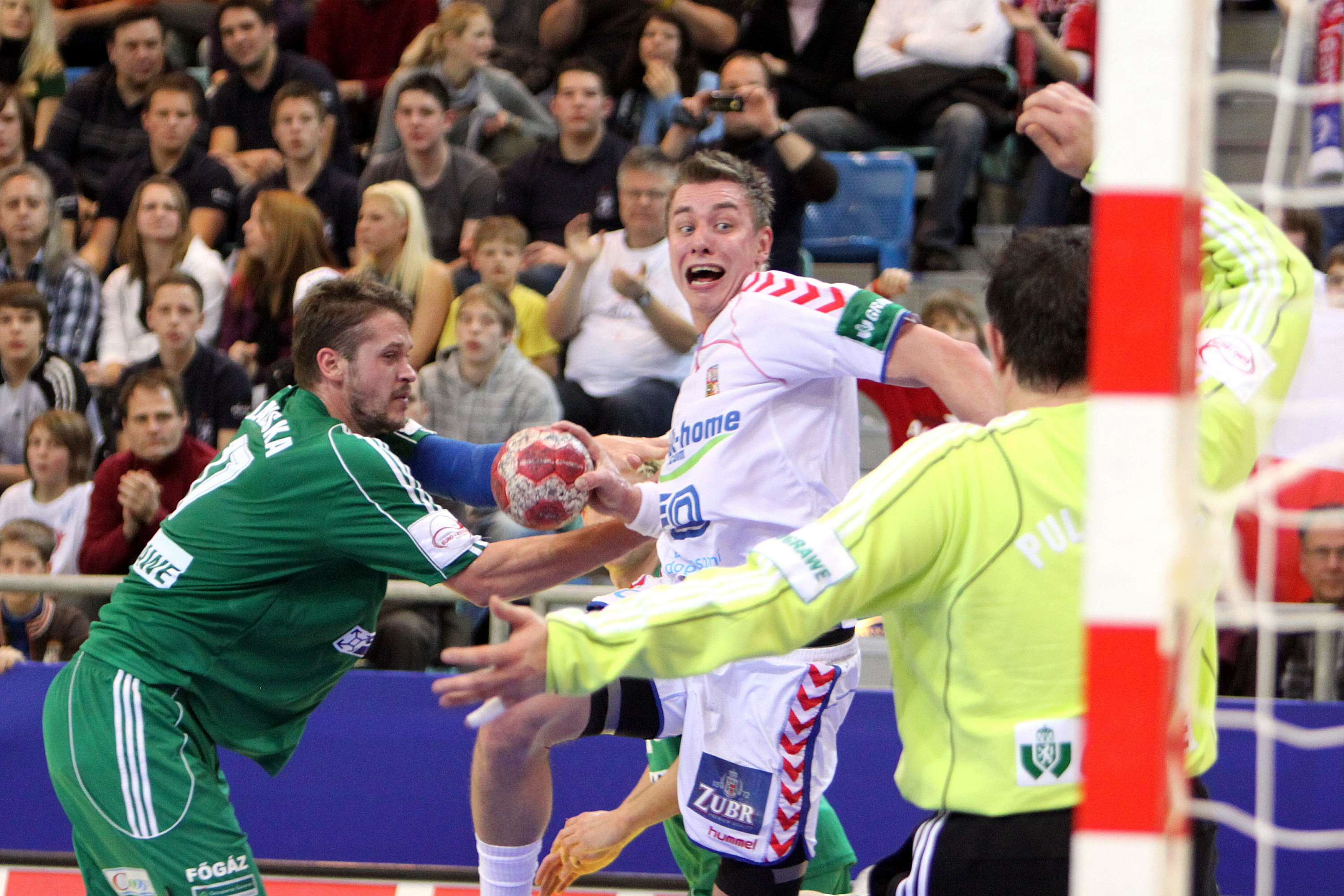
Bei der Handball-EM 2010 wurde Filip Jícha (hier bei einem seiner 14 Treffer gegen Ungarn) Torschützenkönig.

Filip Jícha (* 19. April 1982 in Pilsen) ist ein tschechischer Handballtrainer und ein ehemaliger Handballnationalspieler.

## Karriere
Filip Jícha begann seine Karriere bei Dukla Prag und wechselte später in die Schweiz zum TSV St. Otmar St. Gallen, wo er im April 2005 einen Daumenbruch erlitt und längere Zeit pausieren musste. Ab der Saison 2005/06 spielte er beim TBV Lemgo im linken Rückraum. Am 20. Juni 2007 gab der THW Kiel bekannt, dass Jícha ab der Saison 2007/08 für den THW spielen wird. Er erhielt einen Dreijahresvertrag bis zum 30. Juni 2011 und kostete Kiel ca. 400.000 Euro. Zunächst wollte sein bisheriger Verein, TBV Lemgo, ihn erst zur Saison 2008/09 abgeben, doch beide Seiten einigten sich und Jícha spielte ab dem 1. Juli 2007 für den THW. 2010 gewann er mit dem THW als erster tschechischer Spieler die EHF Champions League. Am 16. Juli 2012 verlängerte er seinen Vertrag, der ursprünglich bis zum 30. Juni 2014 lief, bis zum 30. Juni 2016. Im August 2015 wurde der Vertrag vorzeitig aufgelöst und Jícha wechselte zum spanischen Verein FC Barcelona. Im Sommer 2017 verließ er Barcelona und beendete seine Karriere.
Ab September 2000 war Filip Jícha tschechischer Nationalspieler. Sein Länderspieldebüt gab er gegen die Slowakei in Považská Bystrica, wo er zwei Tore erzielte.
Sein Spitzname in Deutschland ist Pavel und in der tschechischen Nationalmannschaft Filda. Für das Nationalteam von Tschechien trug er die Trikotnummer 9.
Jícha übernahm zur Saison 2018/19 das Co-Traineramt beim THW Kiel. und rückte in der Saison 2019/20 als Nachfolger von Alfreð Gíslason zum hauptverantwortlichen Trainer des THW Kiel auf. In seiner, aufgrund der COVID-19-Pandemie abgebrochenen, Premierensaison wurde er mit dem Verein Meister und von seinen Kollegen sowie den Geschäftsführern der Bundesliga zum „Trainer der Saison 2019/20“ gewählt. Im Dezember 2020 gewann er mit dem THW im nachträglich ausgetragenen Final Four der EHF Champions League 2019/20 die europäische Königsklasse. Damit wurde er der erste Handballer, der sowohl als Spieler als auch als Trainer beim seit der Saison 2009/10 in Köln ausgetragenen Final Four den Titel gewann.

## Privates
Filip Jícha ist verheiratet. Er und seine Frau Hana haben zwei gemeinsame Kinder – eine Tochter und einen Sohn.

## Erfolge

### Spieler
- FC Barcelona
  - Spanischer Meister 2016 und 2017
  - Spanischer Pokalsieger 2016 und 2017
- THW Kiel
  - Champions-League-Sieger 2010 und 2012
  - Champions-League-Finalist 2008, 2009 und 2014
  - Deutscher Meister 2008, 2009, 2010, 2012, 2013, 2014 und 2015
  - Deutscher Pokalsieger 2008, 2009, 2011, 2012 und 2013
  - Super-Globe-Sieger 2011
  - Champions-Trophy-Sieger 2007
  - Supercup-Sieger 2007, 2008, 2011, 2012 und 2014
- TBV Lemgo
  - EHF-Pokalsieger 2006
- St. Otmar St. Gallen (SUI)
  - Halbfinale im Challenge Cup 2005
- Al Ahli (QAT)
  - Qatar-Emir’s-Cup-Sieger 2002
- Dukla Prag (CZE)
  - Tschechischer Vizemeister 2003
  - Vizeschülerweltmeister 1998 und 2000
  - Tschechischer B-Jugend-Meister
- Tschechische Nationalmannschaft
  - Achter Platz EM 2000
  - Zehnter Platz WM 2005
  - Zwölfter Platz WM 2007
  - Torschützenkönig, All-Star Team und Wertvollster Spieler der Europameisterschaft 2010
  - Zweiter der Torjägerliste der WM 2007

### Co-Trainer
- THW Kiel
  - EHF-Pokalsieger 2019
  - Deutscher Pokalsieger 2019

### Trainer
- THW Kiel
  - Deutscher Meister 2020, 2021, 2023
  - Deutscher Pokalsieger 2022, 2025
  - Champions-League-Sieger 2020
  - DHB-Supercup 2020, 2021, 2022, 2023

## Auszeichnungen
- Welthandballer 2010
- Mitglied der Hall of Fame der Europäischen Handballföderation seit 2023[10]
- Deutschlands Handballer des Jahres 2009 und 2010
- Tschechiens Handballer des Jahres 2007, 2008, 2009, 2010, 2011, 2012, 2013 und 2014[11]
- Bester RL Tschechien 2001, 2002, 2003, 2004 und 2005
- Bester Anfänger Tschechien 2000
- Torschützenkönig Champions-League-Saison 2008/09 und 2009/10
- Torschützenkönig Handball-EM 2010
- Wertvollster Spieler Handball-EM 2010
- HBL-Spieler der Saison 2009/10
- HBL-Trainer der Saison 2019/20
- Kieler Sportler des Jahres 2011, 2012, 2013 und 2014

## Bundesligabilanz
| Saison    | Verein    | Spielklasse | Spiele | Tore | 7-Meter | Feldtore |
| --------- | --------- | ----------- | ------ | ---- | ------- | -------- |
| 2005/06   | TBV Lemgo | Bundesliga  | 34     | 202  | 17      | 185      |
| 2006/07   | TBV Lemgo | Bundesliga  | 32     | 203  | 40      | 163      |
| 2007/08   | THW Kiel  | Bundesliga  | 21     | 92   | 29      | 63       |
| 2008/09   | THW Kiel  | Bundesliga  | 34     | 182  | 21      | 161      |
| 2009/10   | THW Kiel  | Bundesliga  | 31     | 195  | 42      | 153      |
| 2010/11   | THW Kiel  | Bundesliga  | 34     | 197  | 31      | 166      |
| 2011/12   | THW Kiel  | Bundesliga  | 34     | 206  | 28      | 178      |
| 2012/13   | THW Kiel  | Bundesliga  | 34     | 180  | 18      | 162      |
| 2013/14   | THW Kiel  | Bundesliga  | 34     | 200  | 31      | 169      |
| 2014/15   | THW Kiel  | Bundesliga  | 23     | 68   | 2       | 66       |
| 2005–2015 | gesamt    | Bundesliga  | 313    | 1725 | 259     | 1466     |